# Chứng rậm lông
Chứng rậm lông (tiếng Anh: Hirsutism) là hiện tượng lông mọc quá nhiều so với bình thường và có mật độ dày trên cơ thể người. Rậm lông xảy ra ở cả nam và nữ. Hội chứng này dễ gây khó khăn trong việc sinh hoạt cũng như gây mặc cảm cho bệnh nhân. Nhiều trường hợp dẫn đến chứng sợ giao tiếp xã hội hoặc trầm cảm.
Chứng rậm lông thường là hậu quả của sự mất cân bằng nội tiết cơ bản, có thể là thượng thận, buồng trứng hoặc vùng dưới đồi. Nó có thể được gây ra bởi sự gia tăng mức độ hormone androgen. Số lượng và vị trí của tóc được đo bằng điểm Ferriman-Gallwey. Nó khác với hypertrichosis, đó là sự tăng trưởng tóc quá mức bất cứ nơi nào trên cơ thể. 
Điều trị có thể bao gồm thuốc ngừa thai có chứa estrogen và progestin, thuốc chống nôn hoặc chất kích thích insulin. 
Chứng rậm lông ảnh hưởng đến 5–15% của tất cả phụ nữ trên tất cả các nền dân tộc. Tùy thuộc vào định nghĩa và dữ liệu cơ bản, ước tính chỉ ra rằng khoảng 40% phụ nữ có một số mức độ lông trên khuôn mặt không mong muốn.